# Cristian Rodríguez Pérez
Cristian Rodríguez Pérez (Jerez de la Frontera, 15 marzo 1996) è un calciatore spagnolo, centrocampista del Ceuta.

## Caratteristiche tecniche
È un centrocampista difensivo.

## Carriera
Cresciuto nel settore giovanile dell'Atlético Sanluqueño, nel 2016 viene acquistato dall'Atlético Madrid; con la squadra gioca 73 incontri a cavallo di terza e quarta serie spagnola in tre stagioni. Nel 2019 passa a titolo definitivo all'Extremadura UD dove debutta in Segunda División. Nell'estate del 2020 viene prestato al Malaga.

## Statistiche
Statistiche aggiornate al 9 gennaio 2021.

### Presenze e reti nei club
| Stagione        | Squadra             | Campionato      | Campionato | Campionato | Coppe nazionali | Coppe nazionali | Coppe nazionali | Coppe continentali | Coppe continentali | Coppe continentali | Altre coppe | Altre coppe | Altre coppe | Totale | Totale | Totale |
| Stagione        | Squadra             | Comp            | Pres       | Reti       | Comp            | Pres            | Reti            | Comp               | Pres               | Reti               | Comp        | Pres        | Reti        | Pres   | Reti   |        |
| --------------- | ------------------- | --------------- | ---------- | ---------- | --------------- | --------------- | --------------- | ------------------ | ------------------ | ------------------ | ----------- | ----------- | ----------- | ------ | ------ | ------ |
| 2013-2014       | Atlético Sanluqueño | SDB             | 2          | 0          | CR              | 0               | 0               |                    | -                  | -                  |             | -           | -           | 2      | 0      |        |
| 2014-2015       | Atlético Sanluqueño | TD              | 25         | 1          | CR              | 0               | 0               |                    | -                  | -                  |             | -           | -           | 25     | 1      |        |
| 2015-2016       | Atlético Sanluqueño | TD              | 37         | 3          | CR              | 0               | 0               |                    | -                  | -                  |             | -           | -           | 37     | 3      |        |
| ago. 2016       | Atlético Sanluqueño | SDB             | 1          | 0          | CR              | 0               | 0               |                    | -                  | -                  |             | -           | -           | 1      | 0      |        |
| 2016-2017       | Atlético Madrid B   | TD              | 14         | 0          |                 | -               | -               |                    | -                  | -                  |             | -           | -           | 14     | 0      |        |
| 2017-2018       | Atlético Madrid B   | SDB             | 24         | 2          |                 | -               | -               |                    | -                  | -                  |             | -           | -           | 24     | 2      |        |
| 2018-2019       | Atlético Madrid B   | SDB             | 35         | 3          |                 | -               | -               |                    | -                  | -                  |             | -           | -           | 35     | 3      |        |
| 2019-2020       | Extremadura UD      | SD              | 26         | 3          | CR              | 1               | 0               |                    | -                  | -                  |             | -           | -           | 27     | 3      |        |
| 2020-2021       | Malaga              | SD              | 21         | 1          | CR              | 2               | 0               |                    | -                  | -                  |             | -           | -           | 23     | 1      |        |
| Totale carriera | Totale carriera     | Totale carriera | 185        | 13         |                 | 3               | 0               |                    | -                  | -                  |             | -           | -           | 188    | 13     |        |

## Palmarès

### Club

#### Competizioni nazionali
- Primera Federación: 1

Leonesa: 2024-2025